# Arthur Schuster
Franz Arthur Friedrich Schuster, född den 12 september 1851 i Frankfurt am Main, död den 14 oktober 1934 på Yeldall Manor vid Twyford i Berkshire, var en brittisk fysiker av tysk härkomst. Han var verksam inom spektroskopi, optik, jordmagnetism, röntgenfotografering och elektrokemi, samt uppfann periodogrammet, en metod för analys av periodicitet hos företeelser, och Schuster-Smith-magnetometern. Därutöver ägnade han en stor del av sin verksamhet åt naturvetenskapliga organisationer, både brittiska och internationella.

## Biografi

### Grundutbildning
Schuster var son till en tysk textilfabrikant och hans karriär (liksom hans två bröders) var förutbestämd att fortsätta inom familjeföretaget. Han gick därför på gymnasiet, som gav den högsta undervisningen i Frankfurt, och sändes 1868 till Genève för att studera franska. Under studietiden i Frankfurt hade hans intresse för fysik och naturvetenskap väckts och i Genève tog han även kurser i fysik för Jacques-Louis Soret och Charles Cellérier, kemi för Jean Charles Galissard de Marignac, astronomi för Émile Plantamour, historia för Paul Chaix och jämförande anatomi för René-Édouard Claparède. 1866 hade den (till dess) fria staden Frankfurt annekterats av Preussen (Sjuveckorskriget) och 1869, medan Arthur Schuster studerade i Genève, flyttade familjen (och familjeföretaget) till textilstaden Manchester för att undvika preussiskt medborgarskap. När Schuster avslutade sina studier lämnade han Genève den 25 maj 1870, och flyttade "hem" till Manchester.

### Högre utbildning
Schuster arbetade ett år inom familjeföretaget som kontorist, vilket han fann rutinmässigt och stimulansfritt. Under tiden läste han dock Darwins On the Origin of Species och John Tyndalls Heat considered as a mode of Motion, samt gick på kvällsundervisning i kemi under Henry Roscoe vid Owens College. Med stöd från sin mor lyckades han övertala fadern att få studera vidare i stället för att fortsätta inom företaget och i oktober 1871 började han som heltidsstudent i fysik under Balfour Stewart och i ren och tillämpad matematik under Thomas Barker samt, två dagar i veckan, som medhjälpare vid det fysiklaboratorium som Stewart var i färd med att bygga upp vid Owens College. Under denna tid gjorde han sina första experiment inom spektroskopi, vilket ledde till hans första publikation den 20 juni 1872: On the Spectrum of Nitrogen ("Om kvävets spektrum").
Sommaren 1872 åkte Schuster till Heidelberg med rekommendationsbrev från Roscoe till Gustav Kirchhoff och Robert Bunsen och den 25 februari 1873 kunde han, under något förvirrande former, erhålla en doktorsexamen. Han återvände därefter till Manchester där han på hösten blev "förste demonstrator" i fysiklaboratoriet. Sommarlovet 1874 tillbringade han i Göttingen där han studerade i Wilhelm Webers "något primitiva laboratorium". Han fortsatte sedan till Berlin för studier under Hermann von Helmholtz och återvände hem julen 1874 (till Hampstead, dit hans far flyttat).

### Fotografering av solkoronans spektrum

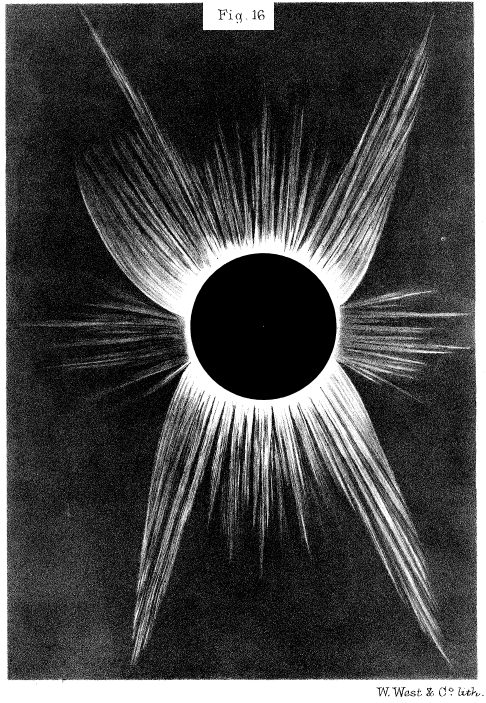
Skiss av solförmörkelsen den 6 april 1875 från Schusters och Lockyers rapport till Royal Society.

I slutet av december 1874, på vägen hem från Berlin, fick Schuster ett brev från Norman Lockyer med ett erbjudande om att delta i en expedition till Siam (idag Thailand) för att försöka fotografera solkoronans spektrum under solförmörkelsen den 6 april 1875. Schuster accepterade och den 4 februari, sju dagar före avresan, fick han ett brev från George Stokes vid Royal Society som meddelade att den 23-årige Schuster utsetts att leda hela expeditionen, som avseglade med ångare den 11 februari. Resan (som inte var fri från missöden och komplikationer) tog 45 dagar och den 28 mars var sällskapet framme i Bangkok, varifrån det fortsatte till en förberedd observationsplats vid Bangkokbukten, just där totalitetslinjen skar kusten (13°0′30″N 100°2′10″Ö / 13.00833°N 100.03611°Ö). Efter en del problem med instrumenten, förlöpte själva observationen utan missöden och resultaten blev så bra som instrumenten tillät – men de fotografiska plåtarna visade sig vara alldeles för okänsliga för att kunna avbilda koronans spektrum. På hemresan stannade Schuster till i Indien. Han anlände till Calcutta i maj, men reste efter några dagar till Simla (nuvarande Shimla), varifrån han företog en äventyrsfylld resa genom Himalaya till Srinagar. Därefter besökte han Peshawar, Delhi, Agra ("blev klart besviken över Taj Mahal", men mer imponerad av Fatehpur Sikri) och Lucknow (av vilket hans nästan enda minne var svärmar av mygg), innan han lämnade Indien från Bombay, och var tillbaka i England först i november 1875.
Schusters intresse för solkoronans spektrum var väckt och han företog ytterligare tre resor. Den första av dessa gick till West Los Animas i Colorado (29 juli 1878), där de visuella observationerna var något bättre än de i Siam, men även denna gång misslyckades fotograferingen av spektrumet. Utmärkta fotografier av spektrumet (och av en komet nära solen som upptäcktes på grund av förmörkelsen) fick han i Sohag, Egypten (17 maj 1882) och han kunde då mäta "en rik skörd av" 29 spektrallinjer. Även vid den sista resan, till Prickly Point på Grenada i Västindien (29 augusti 1886), fick han utmärkta bilder av koronaspektrumet.

### Professorstjänster
Efter hemkomsten från Indien blev Schuster återigen "demonstrator" i fysik vid Owens College. En av de kurser han höll behandlade Maxwells teorier om elektricitet och magnetism och bland kursdeltagarna märks speciellt J.J. Thomson. Han stannade bara en termin i Manchester innan han flyttade till Cambridge där han först arbetade under Maxwell vid Cavendishlaboratoriet och sedan med Lord Rayleigh för att bestämma värdet på enheten ohm. Efter fem år i Cambridge fick han 1881 anställning som professor i tillämpad matematik vid före detta Owens College, sedan 1880 inlemmat i Victoria University, och när Balfour Stewart avled 1888, efterträdde han denne som professor i fysik.
I september 1887 gifte han sig med Emma Caroline Elizabeth Loveday (1867–1962) och tillsammans fick paret fem barn (en son och fyra döttrar). De bodde i Victoria Park några kilometer söder om Manchesters centrum fram till 1913, då Schuster köpte Yeldall Manor vid Twyford nära Reading, för att ha närmare till London och Royal Society.
Schusters huvudarbete fram till slutet av 1890-talet rörde elektriska urladdningar i gaser och han visade att en ljusblixt försatte gasen i ett elektriskt ledande tillstånd och att ett magnetfält påverkade urladdningens riktning vilket visade att ledningen berodde på jonisering av gasmolekylerna. Han var härvid mycket nära att bestämma kvoten mellan elektronens laddning och massa vilket var ett grundläggande bidrag till J.J. Thomsons upptäckt av elektronen 1897.

### Röntgenfotografering och böcker
| Röntgenfotografi av Schuster föreställande en orm som sväljer en mus. |  | Röntgenfotografi av Schuster föreställande en hand (med ring). |
| Röntgenfotografi av Schuster föreställande en orm som sväljer en mus. |  | Röntgenfotografi av Schuster föreställande en hand (med ring). |

Wilhelm Röntgen skickade sin Eine neue Art von Strahlen till Schuster i början av 1896. Schuster började då själv experimentera med röntgenstrålning och lyckades åstadkomma att antal lyckade röntgenfotografier av kroppsdelar och djur, vilket också ledde till att han överhopades med förfrågningar om hjälp från Manchesters läkarkår.
Med upptäckterna av elektronen och röntgenstrålningen var plötsligt Schusters forskningsområde förklarat och hans bidrag på området glömdes snabbt bort. Därtill dog hans assistent, Arthur T. Stanton, 1898, varför Schuster själv upphörde med praktiska experiment och uteslutande ägnade sig åt teoretiska och matematiska undersökningar. En hel del forskning bedrevs dock fortfarande i hans laboratorium av hans studenter (William Gannon, Charles Herbert Lees, Gustave Adolphe Hemsalech och Joseph Ernest Petavel).
Tillsammans med Lees gav han 1901 ut Advanced exercises in practical physics 1901.
Schusters långvariga intresse för spektroskopi ledde in honom på optiken inom vilken han gav föreläsningar. Detta ledde till publikationen av hans lärobok An introduction to the theory of optics 1904 (andra upplaga 1909, tredje reviderad upplaga, med John William Nicholson, 1924).
1908 fick Schuster en förfrågan om att hålla en serie föreläsningar vid universitetet i Calcutta, vilket han accepterade. Föreläsningarna hölls i mars och resulterade sedermera, förutom i ett hedersdoktorat, i en bok om fysikens utveckling under de senaste 33 åren: The progress of physics, during 33 years (1875–1908)
1932 skrev han en form av memoarer, Biographical Fragments, som dels omfattar hans liv till och med den första indienresan 1875, dels åtta "episoder" och dels tolv biografiavsnitt över sjutton personer han mött.

### Periodogram

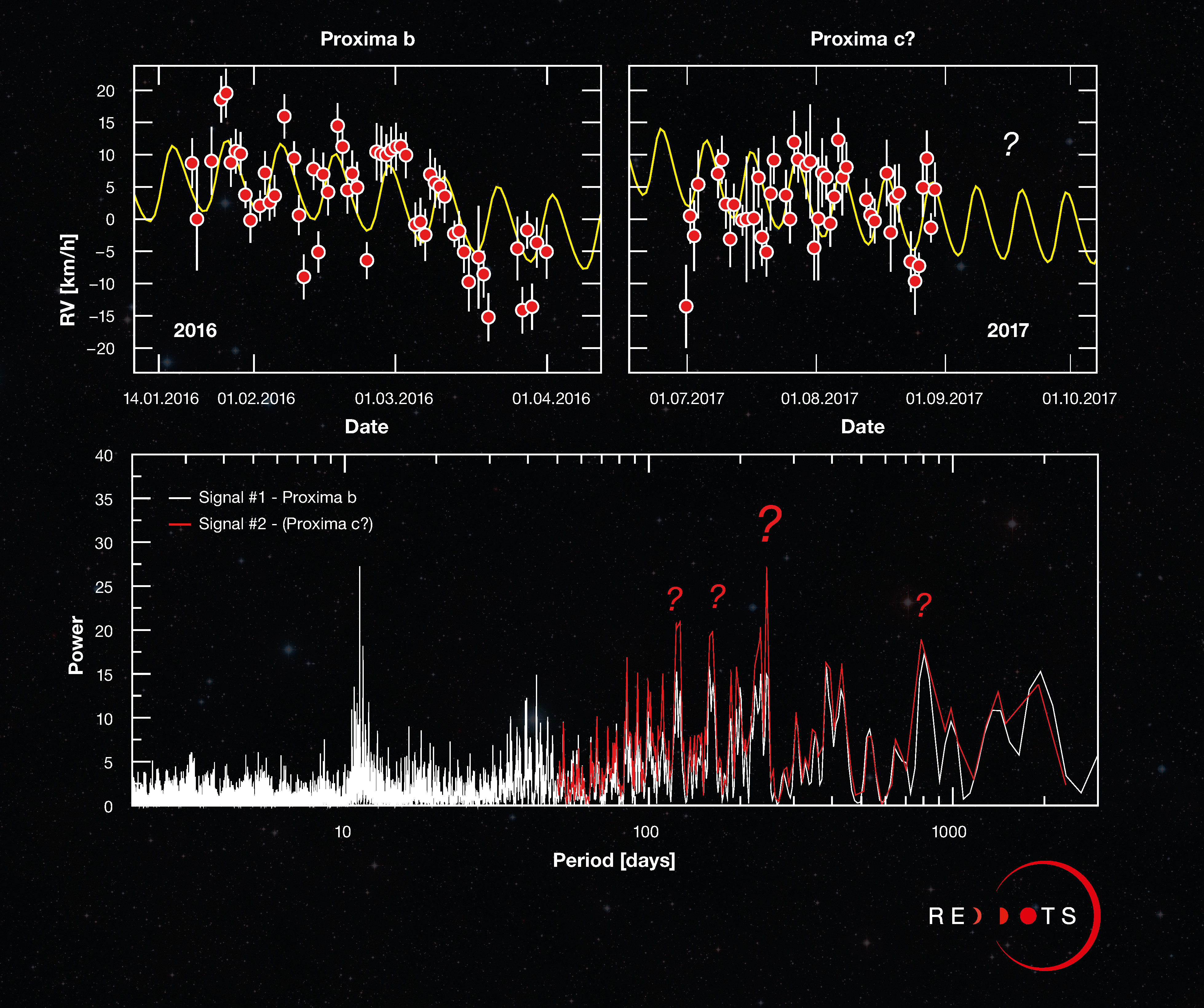
Periodogram som visar att Proxima Centauri b har en omloppsperiod på 11,2 dygn.

De flesta läroböcker i optik framförde uppfattningen att vitt ljus bestod av separata ljusstrålar av olika våglängd vilket Schuster ansåg vara helt felaktigt. I stället ansåg han att det vita ljuset bestod av en oregelbunden våg som ett gitter eller prisma delade upp i ett spektrum enligt de fourierserier som beskrev den oregelbundna impulsen, ungefär som en ton kan plockas ur en oregelbunden ljudvåg – eller med hans egna ord: "Gittrets effekt kan därför sägas vara exakt analog med en fourieranalys, vilken genom beräkning plockar ut den enskilda frekvensen ur en oregelbunden störning". Detta betraktelsesätt förde han sedan över till andra fenomen som menades vara periodiska, så, genom att göra en fourieranalys, kan man enligt Schuster dela upp fenomenet som en summa av periodiska funktioner och om någon av dessa funktioner har en avgjort högre amplitud än de övriga föreligger en periodicitet, annars inte. Han publicerade sin metod i artikeln On the investigation of hidden periodicities with application to a supposed 26 day period of meteorological phenomena 1898, och kallade det man erhöll för ett "periodogram". Denna metod använde han bland annat till att visa att solfläckarna uppträder i en drygt 11-årig cykel (1906), men han fick också perioder på 8,36 respektive 4,80 år och han tolkade alla tre som "övertoner" (med tre, fyra respektive sju gånger högre frekvens) till perioden 33,375 år. Periodogram har senare använts i många olika sammanhang, som inom olika typer av signalbehandling.

### Jordmagnetism
Schusters intresse för olika geofysiska områden var stort. Efter det att hans arbete med elektriska urladdningar i gaser blivit "meningslöst" ägnade han sig i stor utsträckning år jordmagnetismen, men redan 1889 hade han skrivit en artikel om dygnsvariationen hos jordens magnetfält. I denna drog han slutsatsen att huvuddelen av dygnsvariationen beror på orsaker utanför jordytan, att strömmar induceras i jorden av dygnsvariationen, att jordens inre har högre ledningsförmåga än de yttre lagren, samt att horisontella tidvatteneffekter på atmosfären från solen och månen (liksom variationer i lufttrycket) åstadkommer elektriska strömmar vars magnetiska effekter påminner om dygnsvariationen. Uppfattningen att elektriska strömmar och horisontella rörelser i atmosfären är ansvariga för dygnsvariationen härstammade från hans förre lärare och föregångare på professorsstolen, Balfour Stewart, som var ordförande för British Associations kommitté för magnetism, i vilken Schuster ingick, och står sig i stort sett än idag. I en artikel publicerad 1908 uttrycker han sin uppfattning att den elektriska ledningsförmågan i den övre atmosfären (den del vi idag kallar jonosfären) beror på jonisering åstadkommen av solen.
1913 föreslog Schuster för Frank Edward Smith att man kunde mäta variationer i styrkan hos jordens magnetfält med hjälp av en spole, och 1920 (fördröjt på grund av första världskriget) hade Smith under ledning av Schuster konstruerat denna apparat. Schuster-Smith-magnetometern kom sedan att användas som standardinstrument för geomagnetiska undersökningar.

### Internationellt arbete

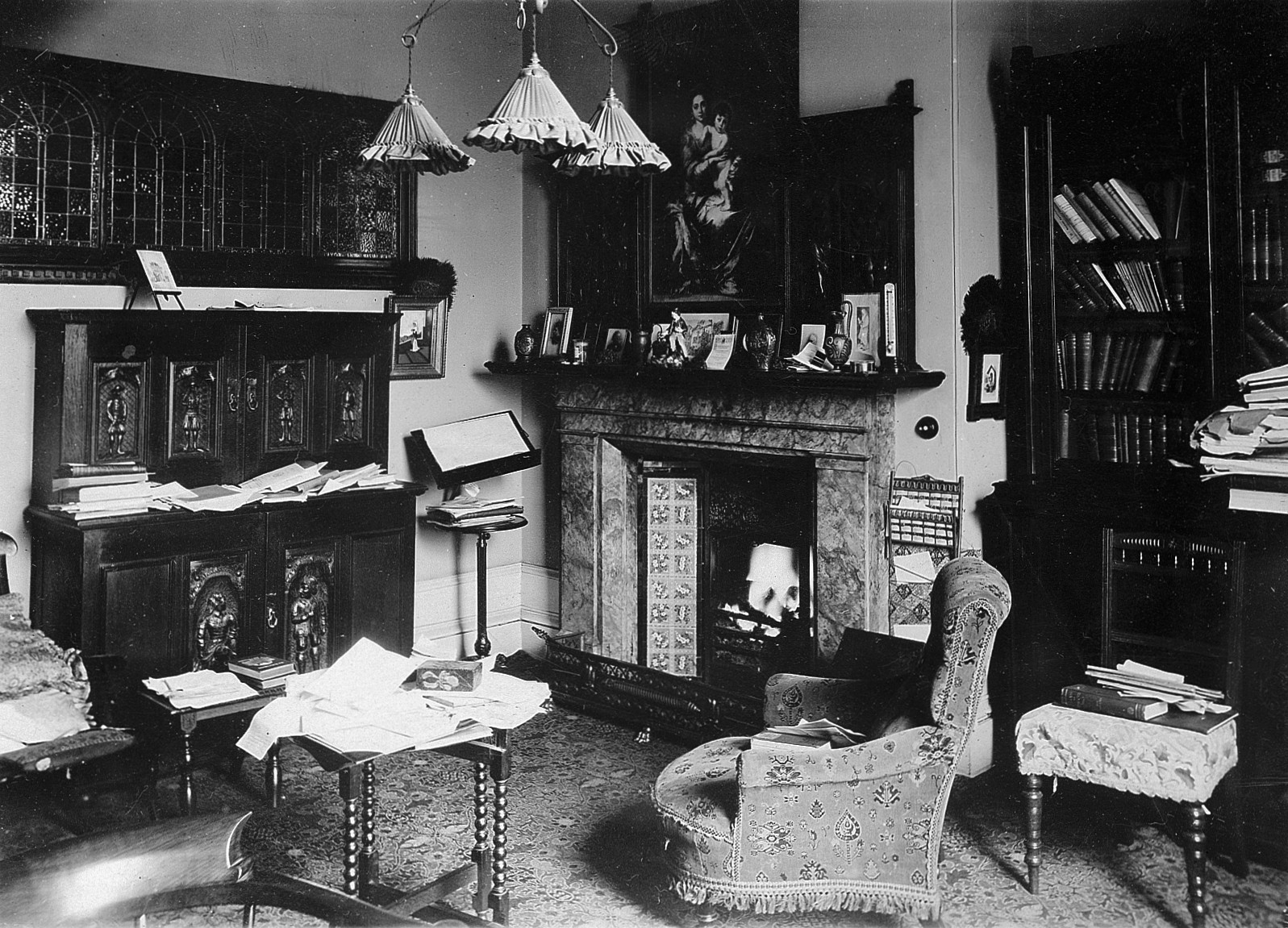
Schusters arbetsrum.

Schuster var representant för Royal Society vid de båda första generalförsamlingarna i International Association of Academies, 1901 respektive 1904, och i oktober 1905 utsågs han som representant för Royal Society i IAA:s råd. Han var också en av grundarna av International Union for Solar Research (tillsammans med Svante Arrhenius och George Hale) 1904–1905. Delvis för att kunna ägna sig åt detta internationella arbete avsade han sig tjänsten som professor 1907, efter att ha försäkrat sig om att efterträdas av Ernest Rutherford. Under första världskriget rasade dessa organisationer samman – Tyskland och Österrike hade varit betydelsefulla medlemmar och dessutom blev det revolution i Ryssland. Schusters lojalitet ifrågasattes också i och med att han var född tysk. Det delades till och med ut pamfletter mot honom under British Associations årsmöte i Manchester 1915 vid vilket han valdes till ordförande, samma dag som fick han veta att hans son skadats allvarligt när han stred på brittisk sida vid Gallipoli. Han fick dock stöd av vänner.
Efter kriget var Schuster drivande vid bildandet av International Research Council ("Internationella forskningsrådet", från 1931 International Council of Scientific Unions, därefter, från 1998, International Council for Science, och efter samgåendet med International Social Science Council 2018 är namnet International Science Council) och Schuster valdes till dess exekutivkommittés förste generalsekreterare vid den första generalförsamlingen i Bryssel 18–28 juli 1919. Han var härigenom också med och grundade "underavdelningar" som International Astronomical Union, International Union of Pure and Applied Chemistry, International Union of Biological Sciences, International Association of Meteorology and Atmospheric Sciences och International Union of Geodesy and Geophysics, vilka bildades vid samma möte, medan International Union of Pure and Applied Physics bildades vid IRC:s generalförsamling 1922. Schuster satt kvar på posten som generalsekreterare i International Research Council till 1928.

## Utmärkelser, medlemskap, befattningar och eponym

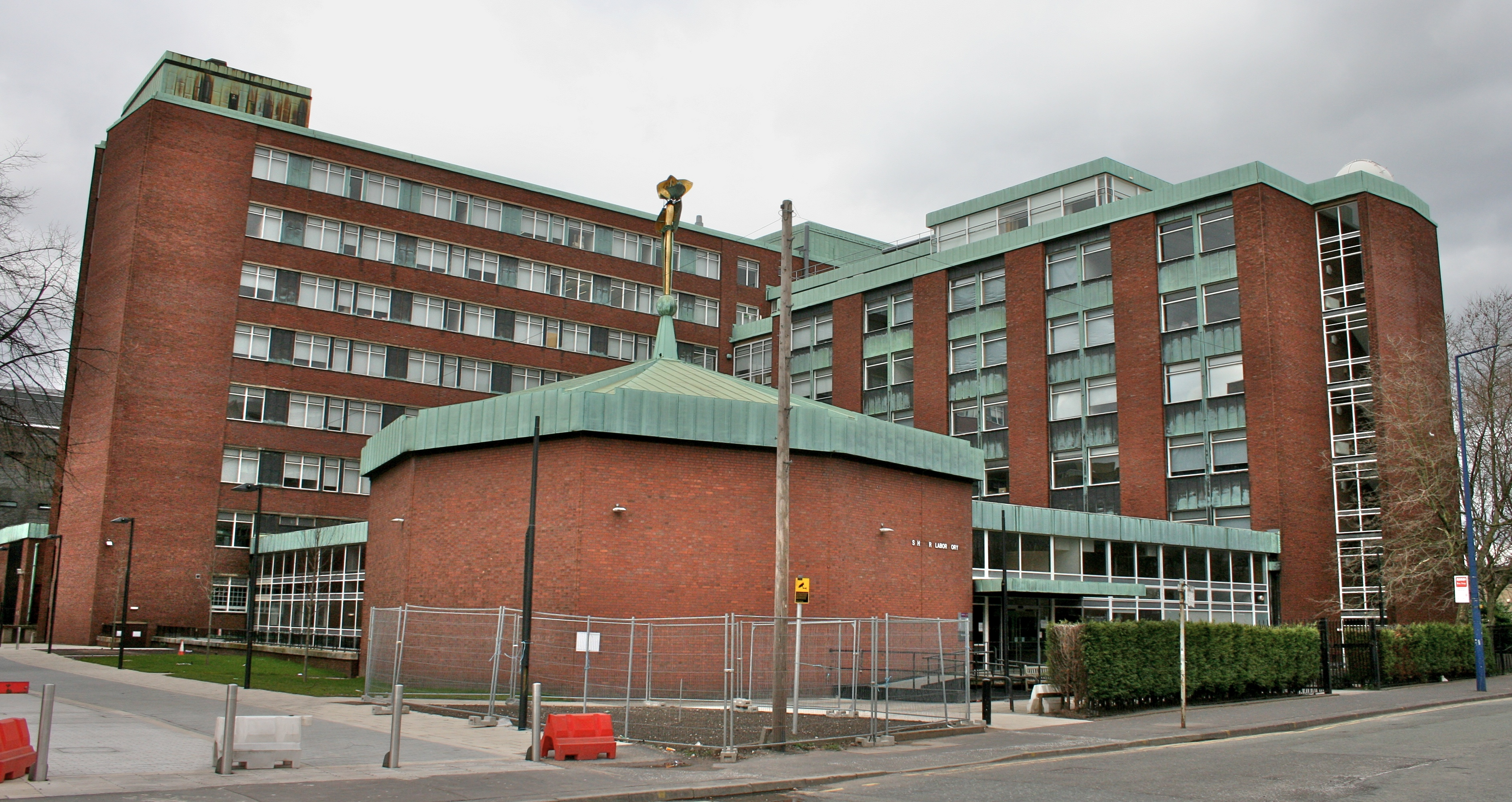
Schuster Building.

Se även avsnittet Internationellt arbete ovan.
Schuster valdes in som ledamot ("fellow") i Royal Astronomical Society 1877 och i Royal Society 1879, som utländsk ledamot av National Academy of Sciences 1913 samt som hedersledamot i Royal Society of Edinburgh 1916.
Royal Society tilldelade honom Bakerföreläsningarna 1884 och 1890 (båda med titeln "The Discharge of Electicity through Gases"), Royal Medal 1893, Rumfordmedaljen 1926 samt sällskapets främsta utmärkelse, Copleymedaljen ("för sin framstående forskning inom optik och jordmagnetism"), 1931. Han var Royal Societys sekreterare 1912–1919, dess utlandssekreterare 1920–1924 samt dess vice ordförande 1919–1920 och 1922–1924.
Han var utlandssekreterare för Royal Astronomical Society 1914–1919.
Han var ordförande ("president") för British Association for the Advancement of Science 1915–1916.
Schuster adlades till riddare (knight) av Georg V på nyårsdagen 1920.
Schuster utsågs till hedersprofessor vid University of Manchester 1907 och till hedersdoktor vid universiteten i Cambridge 1904,, Calcutta 1908 Genève 1909 och Saint Andrews 1911.
En 100 kilometer bred krater på månens baksida uppkallades efter Schuster 1970.
Schuster Building (färdig 1964) som, tillsammans med Alan Turing Building, inhyser institutionen för fysik och astronomi vid University of Manchester har uppkallats efter honom.

### Allmänna källor
- A. Schuster, 1932, Biographical Fragments, Macmillan & Co, London.
- George Clarke Simpson, 1935, Sir Arthur Schuster, 1851-1934 i Obituary Notices of Fellows of the Royal Society, 1:4, sid 408–423.
- Hugh Newall, 1935, Obituary: Sir Arthur Schuster, FRS i The Observatory, vol. 58, sid. 18–22.
- Papers of Sir Arthur Schuster på Jisc (Joint Information Systems Committee) Archives Hub.
- Frank Watson Dyson, 1935, Sir Arthur Schuster, F.R.S. i Monthly Notices of the Royal Astronomical Society, februari 1935, vol. 95, sid. 326–330.
- Professor Arthur Schuster - Biographical and Bibliographical Notes i The Physical Laboratories of the University of Manchester; a record of 25 years' work prepared in commemoration of the 25th anniversary of the election of Dr. Arthur Schuster, F. R. S., to a professorship in the Owens College, by his old students and assistants, University Press, Manchester, 1906, sid 41–59.